# Haabneeme
Haabneeme (äldre estlandssvenska: Aponäs) är en småköping (estniska: alevik) i norra Estland. Den ligger i Viimsi kommun i landskapet Harjumaa. Antalet invånare är 5 634.
Orten ligger på halvön Viimsi poolsaar och väster om Haabneeme breder Tallinnbukten ut sig. Terrängen runt Haabneeme är platt. Runt Haabneeme är det mycket tätbefolkat, med 2 345 invånare per kvadratkilometer. Närmaste större samhälle är Tallinn, 9 km söder om Haabneeme. Söder om Haabneeme ligger kommunhuvudorten Viimsi.